# Kwaluseni (Inkhundla)
Kwaluseni ist ein Inkhundla (Verwaltungseinheit) in der Region Manzini in Eswatini. Das Inkhundla ist 28 km² groß und hatte 2007 gemäß Volkszählung 41.780 Einwohner. Verwaltungssitz ist Kwaluseni.
Das Inkhundla liegt zwischen den beiden größten Städten des Landes, Manzini und Mbabane, an der MR3.
Es gliedert sich in die Imiphakatsi (Häuptlingsbezirke) Kwaluseni, Logoba und Mhlane.